# Universidad Bolivariana de Chile
La Universidad Bolivariana es una universidad privada chilena, fundada el 27 de agosto de 1987 por la abogada Alicia Cantarero Aparicio en Santiago. Sus estatutos fueron aprobados en 1988 y comenzaron a funcionar el 1 de marzo de 1989. Obtuvo su autonomía funcional en 2002. 
Actualmente no se encuentra acreditada por la Comisión Nacional de Acreditación (CNA-Chile).
Dentro de su historia destacan como rectores Álex Figueroa, Manfred Max-Neef y Antonio Elizalde Hevia.

## Carreras
Área Administración
- Ingeniería en Administración de Empresas
- Ingeniería Comercial
- Auditoría
- Contador Auditor (Continuidad)

Área Ciencias Sociales
- Administración Pública
- Bibliotecología
- Derecho
- Trabajo Social

Área Ingeniería
- Ingeniería en Prevención de Riesgos
- Ingeniería Industrial
- Ingeniería Civil Industrial (Continuidad)
- Ingeniero Constructor (Continuidad)
- Construcción Civil (Continuidad)
- Ingeniería en Operaciones de Emergencia
- Ingeniería en Seguridad Privada (Continuidad)

Área Salud
- Enfermería
- Kinesiología
- Odontología
- Terapia Ocupacional
- Psicología

## Fusión con Universidad de Aconcagua
La Superintendencia de Educación Superior en 2019 según lo indicado a Radio Bío-Bío, por la crisis financiera de la Universidad de Aconcagua a partir de 2022, será controlada por la Universidad Bolivariana quedando solo una institución.
En 2022 la universidad no se fusionó con la Universidad de Aconcagua y finalmente los controladores se retiraron como socios y se incorporaron a la asamblea de socios nuevos integrantes, quienes continuarán con la gestión de la universidad camino a la acreditación.

## Administración
Rectores de la universidad:
- Francisco Jorge Cuesta Pantoja
- Isabel Corbera Marcos